# Kritzower See
Der Kritzower See liegt auf dem Gemeindegebiet Kritzow, südlich der Müritz-Elde-Wasserstraße zwischen Lübz und Plau am See im Landkreis Ludwigslust-Parchim in Mecklenburg. Der See östlich der gleichnamigen Gemeinde ist ein langgestreckter, sehr schmaler See mit einer Ausdehnung in der Nord-Süd-Achse von etwa 2.800 m und in der West-Ost-Achse von etwa 200 m. Nur im Norden ist er bis zu 750 m breit. Dort befindet sich ein Strandbad mit Wasserrutsche und Kiosk. Über die Bundesstraße 191 ist es gut zu erreichen.
An den See grenzen Kritzow, Lübz und Barkhagen. An der Nordostecke befindet sich der höchste Punkt der Umgebung, der Schwarze Berg mit 79,5 m ü. NHN. Auf seiner Nordseite in Ausbau Barkow feiern die heimischen Kirchgemeinden an Christi Himmelfahrt einen Gottesdienst. Östlich des Sees erstreckt sich das Waldgebiet Blockkoppel.
Eine historische Bedeutung erlangte der Kritzower See dadurch, dass in seiner Nähe zum Ende des Zweiten Weltkriegs ein erstes Treffen zwischen dem US-amerikanischen Oberleutnant William A. Knowlton und der Roten Armee stattfand.
(siehe hierzu auch: Kriegsende in Südmecklenburg (1945))